# Jezeřany-Maršovice
Jezeřany-Maršovice település Csehországban, a Znojmói járásban. Jezeřany-Maršovice Moravský Krumlov, Kubšice, Vedrovice, Loděnice, Trboušany és Kupařovice településekkel határos. Lakosainak száma 773 fő (2024. január 1.).

## Népesség
A település lakosságának változását az alábbi diagram mutatja:
| Lakosok száma | 708  | 887  | 1052 | 868  | 796  | 710  | 779  | 790  | 783  | 773  |
|               | 1869 | 1890 | 1921 | 1950 | 1980 | 2001 | 2017 | 2019 | 2022 | 2024 |